# AFI's 100 Years...100 Laughs
Parte a seriei AFI's 100 Years, AFI 100 Laughs este o listă cu cele mai amuzante 100 de filme din cinematografia americană. Institutul American de Film a realizat această listă la 13 iunie 2000.

## Lista

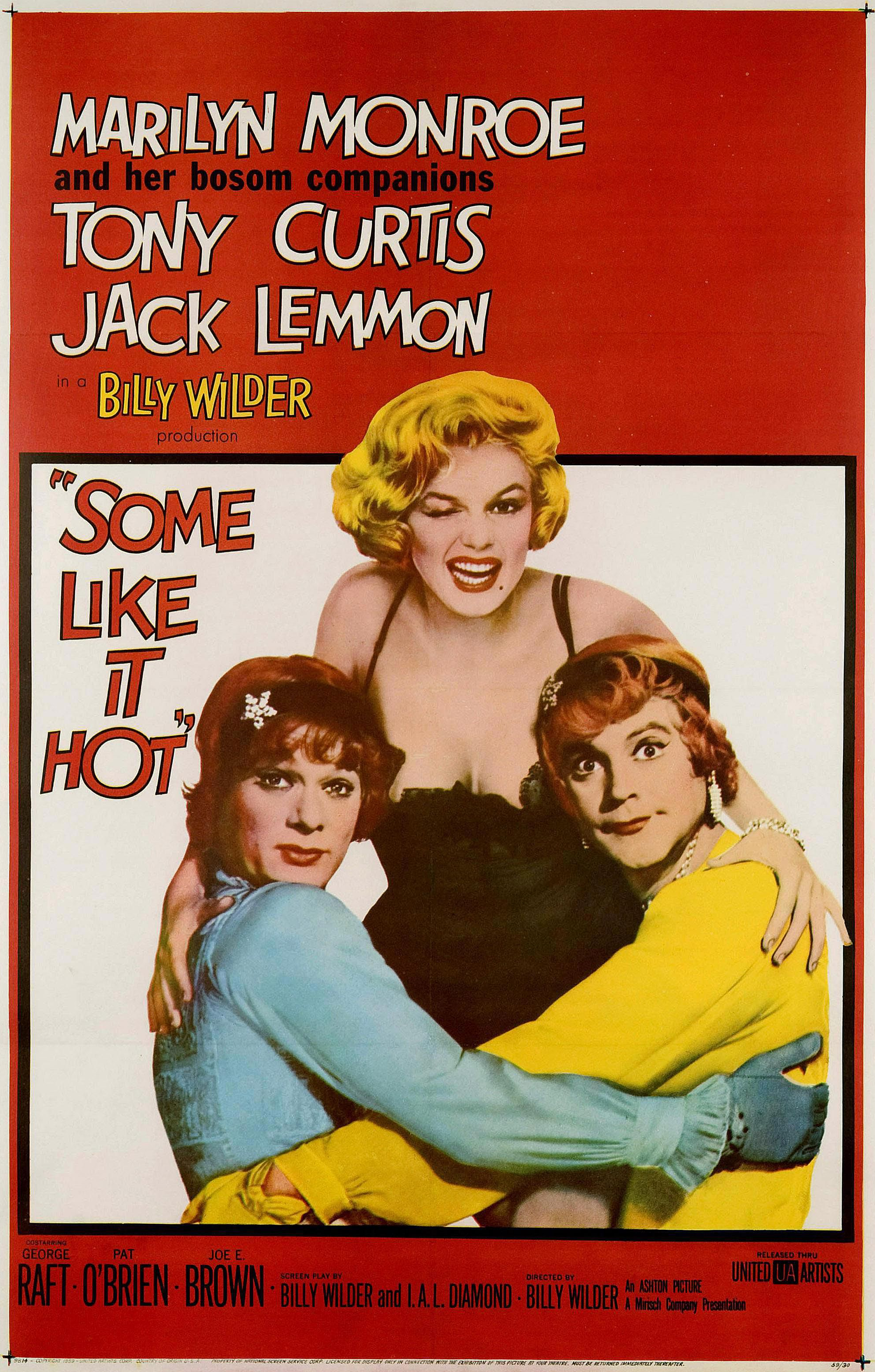
Some Like It Hot (1959)

| #    | Film                                                                 | An   |
| ---- | -------------------------------------------------------------------- | ---- |
| 1.   | Some Like It Hot                                                     | 1959 |
| 2.   | Tootsie                                                              | 1982 |
| 3.   | Dr. Strangelove or: How I Learned to Stop Worrying and Love the Bomb | 1964 |
| 4.   | Annie Hall                                                           | 1977 |
| 5.   | Duck Soup                                                            | 1933 |
| 6.   | Blazing Saddles                                                      | 1974 |
| 7.   | MASH                                                                 | 1970 |
| 8.   | It Happened One Night                                                | 1934 |
| 9.   | The Graduate                                                         | 1967 |
| 10.  | Airplane!                                                            | 1980 |
| 11.  | The Producers                                                        | 1968 |
| 12.  | A Night at the Opera                                                 | 1935 |
| 13.  | Young Frankenstein                                                   | 1974 |
| 14.  | Bringing Up Baby                                                     | 1938 |
| 15.  | The Philadelphia Story                                               | 1940 |
| 16.  | Singin' in the Rain                                                  | 1952 |
| 17.  | The Odd Couple                                                       | 1968 |
| 18.  | The General                                                          | 1927 |
| 19.  | His Girl Friday                                                      | 1940 |
| 20.  | The Apartment                                                        | 1960 |
| 21.  | A Fish Called Wanda                                                  | 1988 |
| 22.  | Adam's Rib                                                           | 1949 |
| 23.  | When Harry Met Sally...                                              | 1989 |
| 24.  | Born Yesterday                                                       | 1950 |
| 25.  | The Gold Rush                                                        | 1925 |
| 26.  | Being There                                                          | 1979 |
| 27.  | There's Something About Mary                                         | 1998 |
| 28.  | Ghostbusters                                                         | 1984 |
| 29.  | This Is Spinal Tap                                                   | 1984 |
| 30.  | Arsenic and Old Lace                                                 | 1944 |
| 31.  | Raising Arizona                                                      | 1987 |
| 32.  | The Thin Man                                                         | 1934 |
| 33.  | Modern Times                                                         | 1936 |
| 34.  | Groundhog Day                                                        | 1993 |
| 35.  | Harvey                                                               | 1950 |
| 36.  | National Lampoon's Animal House                                      | 1978 |
| 37.  | The Great Dictator                                                   | 1940 |
| 38.  | City Lights                                                          | 1931 |
| 39.  | Sullivan's Travels                                                   | 1941 |
| 40.  | It's a Mad, Mad, Mad, Mad World                                      | 1963 |
| 41.  | Moonstruck                                                           | 1987 |
| 42.  | Big                                                                  | 1988 |
| 43.  | American Graffiti                                                    | 1973 |
| 44.  | My Man Godfrey                                                       | 1936 |
| 45.  | Harold and Maude                                                     | 1971 |
| 46.  | Manhattan                                                            | 1979 |
| 47.  | Shampoo                                                              | 1975 |
| 48.  | A Shot in the Dark                                                   | 1964 |
| 49.  | To Be or Not to Be                                                   | 1942 |
| 50.  | Cat Ballou                                                           | 1965 |
| 51.  | The Seven Year Itch                                                  | 1955 |
| 52.  | Ninotchka                                                            | 1939 |
| 53.  | Arthur                                                               | 1981 |
| 54.  | The Miracle of Morgan's Creek                                        | 1944 |
| 55.  | The Lady Eve                                                         | 1941 |
| 56.  | Abbott and Costello Meet Frankenstein                                | 1948 |
| 57.  | Diner                                                                | 1982 |
| 58.  | It's a Gift                                                          | 1934 |
| 59.  | A Day at the Races                                                   | 1937 |
| 60.  | Topper                                                               | 1937 |
| 61.  | What's Up, Doc?                                                      | 1972 |
| 62.  | Sherlock, Jr.                                                        | 1924 |
| 63.  | Beverly Hills Cop                                                    | 1984 |
| 64.  | Broadcast News                                                       | 1987 |
| 65.  | Horse Feathers                                                       | 1932 |
| 66.  | Take the Money and Run                                               | 1969 |
| 67.  | Mrs. Doubtfire                                                       | 1993 |
| 68.  | The Awful Truth                                                      | 1937 |
| 69.  | Bananas                                                              | 1971 |
| 70.  | Mr. Deeds Goes to Town                                               | 1936 |
| 71.  | Caddyshack                                                           | 1980 |
| 72.  | Mr. Blandings Builds His Dream House                                 | 1948 |
| 73.  | Monkey Business                                                      | 1931 |
| 74.  | Nine to Five                                                         | 1980 |
| 75.  | She Done Him Wrong                                                   | 1933 |
| 76.  | Victor Victoria                                                      | 1982 |
| 77.  | The Palm Beach Story                                                 | 1942 |
| 78.  | Road to Morocco                                                      | 1942 |
| 79.  | The Freshman                                                         | 1925 |
| 80.  | Sleeper                                                              | 1973 |
| 81.  | The Navigator                                                        | 1924 |
| 82.  | Private Benjamin                                                     | 1980 |
| 83.  | Father of the Bride                                                  | 1950 |
| 84.  | Lost in America                                                      | 1985 |
| 85.  | Dinner at Eight                                                      | 1933 |
| 86.  | City Slickers                                                        | 1991 |
| 87.  | Fast Times at Ridgemont High                                         | 1982 |
| 88.  | Beetlejuice                                                          | 1988 |
| 89.  | The Jerk                                                             | 1979 |
| 90.  | Woman of the Year                                                    | 1942 |
| 91.  | The Heartbreak Kid                                                   | 1972 |
| 92.  | Ball of Fire                                                         | 1941 |
| 93.  | Fargo                                                                | 1996 |
| 94.  | Auntie Mame                                                          | 1958 |
| 95.  | Silver Streak                                                        | 1976 |
| 96.  | Sons of the Desert                                                   | 1933 |
| 97.  | Bull Durham                                                          | 1988 |
| 98.  | The Court Jester                                                     | 1956 |
| 99.  | Profesorul trăsnit                                                   | 1963 |
| 100. | Good Morning, Vietnam                                                | 1987 |